# ピアノ協奏曲第3番 (大澤壽人)
ピアノ協奏曲第3番変イ長調は、大澤壽人が1938年2月から5月に作曲したピアノ協奏曲。「神風協奏曲」の副題を持つ。同年6月24日に作曲者指揮、宝塚交響楽団、独奏マキシム・シャピロにより、大阪朝日会館において初演されている。

## 概要
「神風」の名称は、東京からロンドンまでの100時間を切る記録飛行に成功した朝日新聞社の航空機「神風号」に由来する。作曲の年を見ればわかるように「神風特攻隊」とは関係がない。
当時の楽壇はドイツ音楽が主流であり、このようなフランス流の音楽は当時の聴衆にとって馴染めないものであったため（大澤が楽壇と距離を持っていたことも関係あり）、なかなか良い評価は得られなかったらしい。初演後間もなくラジオでも放送されたが、作品の難度の高さと先にも述べた時代環境との不一致のため、再演されることがなかった。

## 再演の経緯
1999年になり、神戸新聞社は兵庫県出身者で近代史において功績のあった人物を掘りおこす企画をたてた。同社の音楽担当記者藤本賢市は、音楽評論家片山杜秀と共に神戸市の大澤家を訪れた。そこで二人は膨大な大澤壽人の楽譜を発見した。
2003年2月2日、東京の紀尾井ホールにおいて開催されたオーケストラ・ニッポニカ設立演奏会は、「日本の埋もれた作曲家たち」と題して大澤壽人の『ピアノ協奏曲第3番』を演奏した。初演以来65年ぶりの再演が、ピアノ独奏野平一郎、指揮本名徹次によって行われた。プログラムには片山が作曲家と作品について詳細な解説を掲載している。
この作品について、独奏ピアノを担当した野平一郎は次のように語っている。「響きは、モデルとする20世紀ヨーロッパ作曲界と自らの伝統とのあいだで、いくらかの折衷を余儀なくされているが、それは時代の由だろう。何よりも、その作品は、響きやスタイル、形式、管弦楽法やピアノの書式など、すべてにわたって論理的に書かれていて、当時の日本作曲界の水準の高さをフランスに見せつけたに相違ない。」
遺族によりスコアが2004年自費出版されている。また、全音楽譜出版社により2023年（作曲者没後70年）に出版された。

## 作品の内容
伝統的な3楽章制をとっており、調性が変イ長調とはなっているが、かなり自由に使われている。

### 第1楽章　Alleglo assai
変イ長調（自由に）。冒頭にトロンボーンと弦楽により、「全曲のモットー」と呼ばれる変イ、変ホ、ヘの3音が奏される。この3音を基に曲はソナタ形式で進む。雲を突き抜ける飛行機を想像させる諸動機（独奏ピアノのグリッサンドも聞こえる）の集合が第1主題、華やかだがいささか暴力的な旋律が第2主題となり、空の旅の雰囲気を維持したままごく自然に展開部へ運んでゆく。短いコーダではピッコロのロングトーンが飛行機の飛び去るような効果音を聴かせる。

### 第2楽章　Andante cantabile
ト長調　3部形式。珍しくサクソフォーンのソロにより始まる。曲はクラシックというよりもジャズ風の音楽である。ブルース音階と五音音階の類似性を利用し、ジャズ風でありながら東洋的な懐かしさを感じさせる上品な旋律が聴き所である。この仕掛けは「全曲のモットー」から導かれている。信じられないほどムード感にあふれた楽章であり、夢の中に溶け込むように終わる。

### 第3楽章　Alleglo moderato:Alleglo vivace
序奏とロンドとコーダによるアレグロ。主部はスケルツォ的に軽快。木管群のトッカータも聴こえる。後半、突如としてキャバレー風の楽想が乱入する。飛行機が到着地へ近づいたことを表現していることは明白である。ピアノのカデンツァが挿まれて主題が回帰する。コーダは風のうなりやエンジンの駆動を描写にする弦楽のせわしい動きが続き、予想できないような突然の終曲を迎える。この楽章において、ピアノのヴィルトゥオーゾとモダンな曲想は極まる。

## 楽器編成
楽器編成は次の通り：
ソロ・ピアノ、フルート、ピッコロ、オーボエ2、クラリネット2 (Esクラリネット持替)、アルト・サックス、ファゴット2、ホルン2、トランペット2、トロンボーン2、ティンパニ、シンバル、小太鼓、タムタム、タンバリン、チャイニーズ・ドラム、弦5部

## 録音
- ドミトリ・ヤブロンスキー指揮、ロシア・フィルハーモニー管弦楽団。（Naxos 8.557416J、交響曲第3番とのカップリング）
- 本名徹次指揮、オーケストラ・ニッポニカ、野平一郎ピアノ独奏。「芥川也寸志メモリアル　オーケストラ・ニッポニカ第1集」 Mittenwald MTWD99011
- 山田和樹指揮、日本フィルハーモニー交響楽団。（日本コロムビア。コントラバス協奏曲、交響曲第1番（いずれも世界初演）とのカップリング）